# Bahnhof Mannheim-Waldhof
Der Bahnhof Mannheim-Waldhof liegt im Mannheimer Stadtteil Waldhof an der Bahnstrecke Mannheim–Frankfurt am Main („Riedbahn“). Er besteht aus den Bahnhofsteilen Personenbahnhof Mannheim-Waldhof (Abkürzung: RMW) und Güterbahnhof Mannheim-Waldhof Gbf (Abkürzung: RMW G).

## Geographische Lage
Im Personenbahnhof Mannheim-Waldhof mündet die direkt vom Hauptbahnhof kommende westliche Einführung der Riedbahn (Streckenkilometer 6,4) in die Bahnstrecke Mannheim–Frankfurt ein (Streckenkilometer 9,4), die östlich um das Mannheimer Zentrum herum verläuft. Der Güterbahnhof liegt bei Kilometer 10,9. Gleichzeitig war der Bahnhof km 0 für die Bahnstrecke Waldhof–Sandhofen. Benannt ist der Bahnhof nach dem gleichnamigen Mannheimer Stadtteil.

## Geschichte
Mit der Eröffnung des südlichen Streckenastes der Riedbahn 1879 zwischen Biblis und Mannheim-Neckarstadt ging auch der Bahnhof Waldhof in Betrieb. Der Bahnhof hatte eine große Bedeutung für den Arbeiterverkehr zum unmittelbar nordöstlich benachbarten Werk der Armaturen-, Maschinen- und Pumpenfabrik Bopp & Reuther. Weitere Bedeutung erlangte der Bahnhof dadurch, dass er im Laufe der Zeit zum Trennungsbahnhof für verschiedene Strecken wurde:
- Ab 1880 zweigte hier die Ostumfahrung von Mannheim ab, mit der Züge von Waldhof aus von Süden in den Hauptbahnhof Mannheim einfahren konnten.
- Ab 1900 begann hier die Strecke nach Sandhofen.
- Ab 1985 schloss hier die westliche Einführung der Riedbahn an, mit der Züge der Riedbahn von Norden her in den Mannheimer Hauptbahnhof einfahren können. Diese westliche Einführung der Riedbahn nutzte südlich des Bahnhofs Mannheim-Waldhof, über den Haltepunkt Mannheim-Luzenberg hinaus, die historische, 1971 aufgegebene Trasse zum Bahnhof Mannheim-Neckarstadt.

1904 wurde der Bahnhof in Mannheim-Waldhof umbezeichnet.
Ab etwa 1900 bis 1936 war Mannheim-Waldhof ein Inselbahnhof: Östlich des Empfangsgebäudes verliefen die Gleise der Riedbahn. Hier gab es zwei Inselbahnsteige mit vier Bahnsteigkanten. Das westlichste dieser Gleise diente den Zügen von und zum Bahnhof Mannheim-Neckarstadt. Der Hausbahnsteig dagegen wurde nicht zum Ein- und Aussteigen genutzt und war gegen die Gleise mit einem Zaun gesichert. Die Gleise westlich des Empfangsgebäudes dienten dem Güterverkehr und der Strecke nach Sandhofen. 1936 wurde die Anlage völlig umgebaut. Das westliche Gleisbündel wurde nach Süden von den Streckengleisen abgebunden, endete nun im nördlichen Bahnhofsteil stumpf. Und ein neues Empfangsgebäude wurde errichtet.
Der Güterbahnhof Waldhof wurde 1904 in Betrieb genommen.

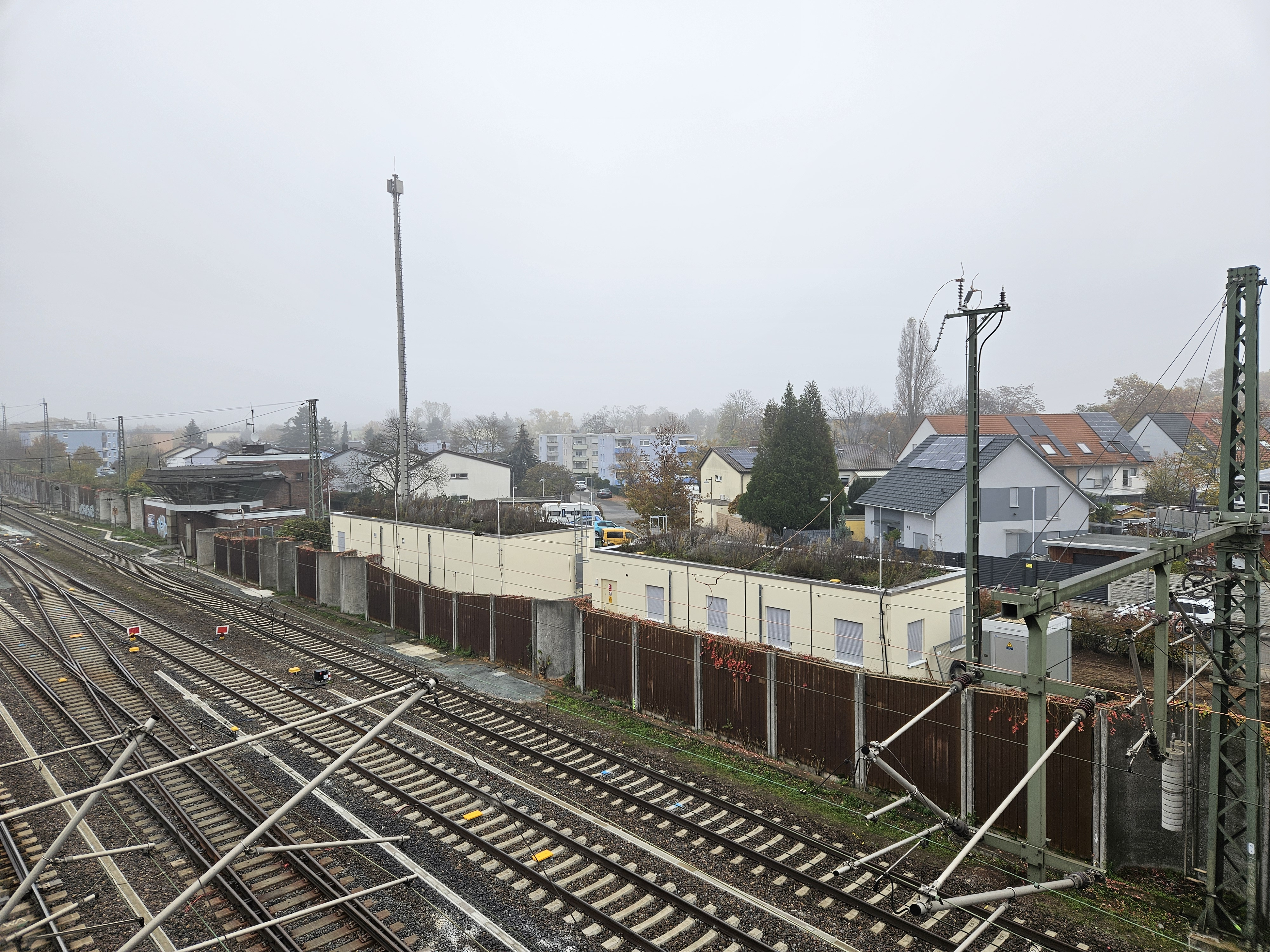
Das Relaisstellwerk des Bahnhofs Mannheim-Waldhof (links) wurde 2024 durch zwei Elektronische Stellwerke (rechts) ersetzt.

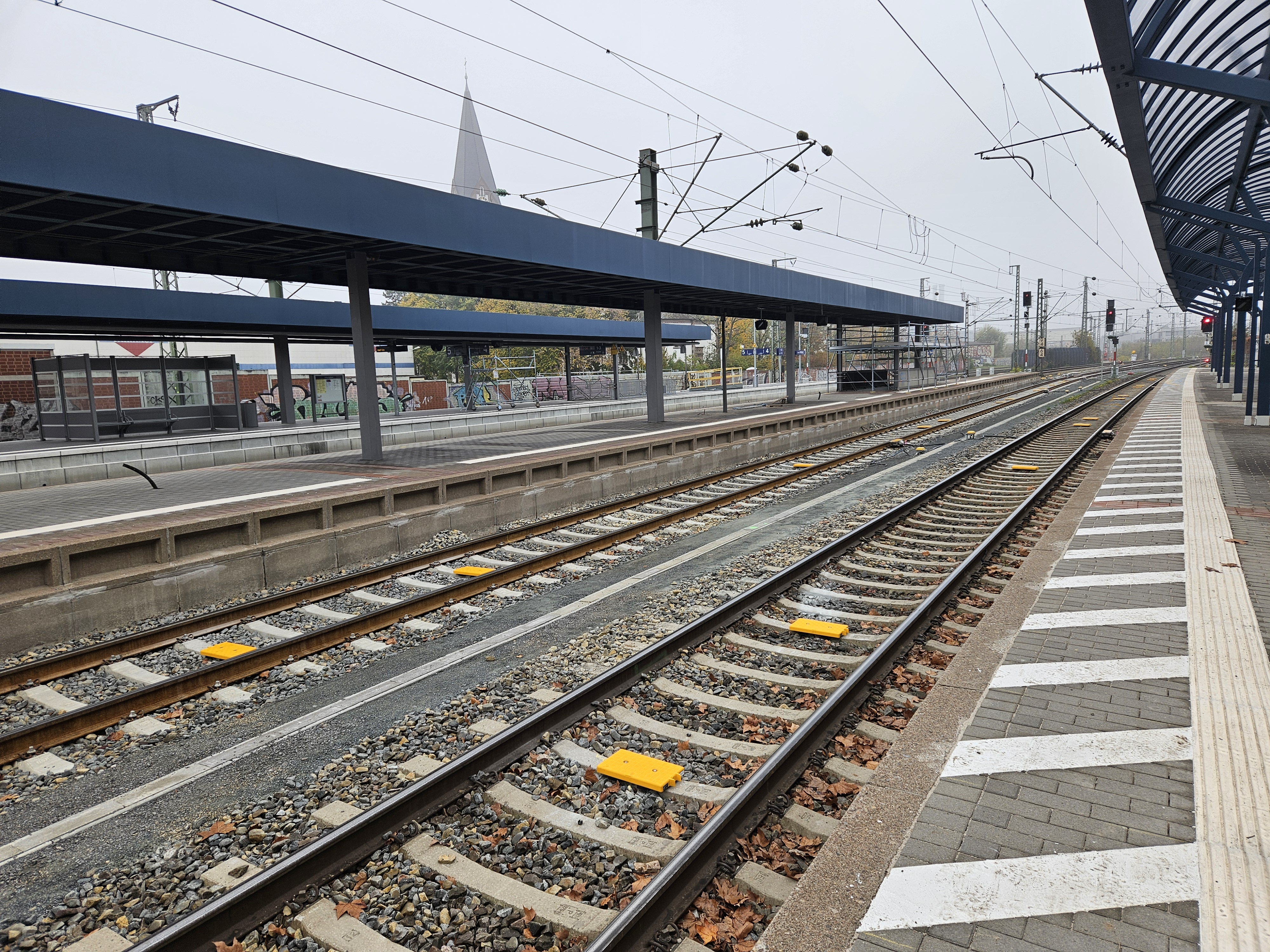
Balisenteppiche vor zwei der Ausfahrsignale des Bahnhofs Mannheim Waldhof

Im Zuge der „Generalsanierung“ der Riedbahn wurde eine Reihe von (teils ehemaligen, teils genutzten) Nebengleisen im nordwestlichen Bereich des Bahnhofs durch eine Baustelleneinrichtungsfläche überbaut. Im Rahmen des Vorhabens wurden H/V-Signale durch Ks-Signale ersetzt und die Blockteilung im Nordkopf des Bahnhofs verdichtet und damit kürzere Zugfolgen ermöglicht. Darüber hinaus wurden alle Hauptgleise des Bahnhofs für ETCS Level 2 ausgerüstet und dafür viele hundert Eurobalisen mit zahlreichen „Balisenteppichen“ verlegt. Die Linienförmige Zugbeeinflussung, mit der lediglich die beiden durchgehenden Hauptgleise der Riedbahn ausgerüstet waren, wurde entfernt. Damit einher geht eine zusätzliche Blockverdichtung für ETCS-geführte Züge (mittels Blockkennzeichen an Sperrsignalen). Die zulässige Geschwindigkeit auf der östlichen Riedbahn wurde im Bahnhofsbereich weitgehend von 120 auf 130 km/h angehoben, die Ausfahrgeschwindigkeit aus einem Überholgleis im Nordkopf von 60 auf 80 km/h. Inwieweit die zulässige Geschwindigkeit auf der Riedbahn selbst verändert wurde, ist nicht öffentlich bekannt; der per Schraffur gekennzeichnete Gefahrenbereich an den beiden durchgehenden Hauptgleisen der Riedbahn entspricht weiterhin 160 km/h in diesem Bereich. ETCS ist nicht in Betrieb (Stand: März 2025).
Die während der Sanierung zurückgebauten Nebengleise sollen, nach Rückbau der Baustelleneinrichtungsfläche, bis Mai 2025 wieder neu aufgebaut werden.

## Empfangsgebäude

### Erstes Empfangsgebäude
Das ursprüngliche Empfangsgebäude von 1879 war ein zweigeschossiger Fachwerkbau mit Ziegelsteinfüllung auf nahezu quadratischem Grundriss mit Satteldach. Es stand traufständig zu den Gleisen. Bahnsteigseitig gab es einen Vorbau für den Fahrdienstleiter. Angebaut an das Hauptgebäude war die einstöckige, ebenfalls mit Satteldach versehene und traufständig zu den Gleisen stehende Güterabfertigung.

### Zweites Empfangsgebäude
Das neue Empfangsgebäude war Teil des Bahnhofsumbaus von 1936. Es wurde sehr modern in expressionistischen Formen als kubischer Klinkerbau errichtet. Markant war sein gläserner Turm, der die zentrale Eingangshalle belichtete. Das Bauwerk überstand den Zweiten Weltkrieg weitgehend unversehrt. 1982 wurde es in Vorbereitung auf den Bau der westlichen Einführung der Riedbahn abgerissen. An seine Stelle traten offene Bahnsteigdächer.

## Betrieb
Im Bahnhof Mannheim-Waldhof halten die Regional-Express-Züge der Linie RE 70, die Mannheim mit Frankfurt verbinden. Außerdem halten in Waldhof die Linien S 8, S 9 und S 39. Die S 9 fährt auf dem Laufweg der ehemaligen (bis Dez. 2020) RB 2. Diese Züge halten überall entlang der Strecke. Werktags fährt ein Verstärkerzug (als Linie RB 62) statt über die westliche Riedbahn über die östliche Riedbahn und hält dort in Mannheim-Käfertal. Die S 39 verkehrt seit 2019 werktags mit drei Zugpaaren von Mannheim Hbf nach Mannheim-Waldhof. Diese Züge halten dabei nur in Mannheim-Luzenberg und werden in Mannheim Hbf an die S 3 (Germersheim – Karlsruhe) ab- oder angehängt.
Zum Einsatz kommen auf dem RE 70 Fahrzeuge vom Typ Twindexx Vario, auf der S 9 neue Siemens Mireo und auf der S 39 kommen modernisierte Triebwagen der Baureihe 425 zum Einsatz.
| Linie | Verlauf | Takt                     | Betreiber      |
| ----- | --- | ------------------------ | -------------- |
| RE 70 | Main-Neckar-Ried-Express: Frankfurt (Main) Hbf – Frankfurt-Niederrad – (Frankfurt am Main Stadion – Zeppelinheim –)* Walldorf (Hessen) – Mörfelden – Groß Gerau-Dornberg – (Groß Gerau-Dornheim – Riedstadt-Wolfskehlen –)* Riedstadt-Goddelau – Stockstadt (Rhein) – Biebesheim – Gernsheim – Groß-Rohrheim – Biblis – (Bobstadt –)* Bürstadt – Lampertheim – Mannheim-Waldhof – (Mannheim-Luzenberg – Mannheim-Neckarstadt – Mannheim-Handelshafen –)* Mannheim Hbf * nur einzelne Züge Stand: Fahrplanwechsel Dezember 2021 | 60 min                   | DB Regio Mitte |
| S 9   | Karlsruhe Hbf – Karlsruhe-Hagsfeld – Blankenloch – Friedrichstal (Baden) – Graben-Neudorf – Wiesental – Waghäusel – Neulußheim – Hockenheim – Oftersheim – Schwetzingen – Mannheim-Rheinau – Mannheim-Neckarau – Mannheim Hbf – Mannheim-Handelshafen – Mannheim-Neckarstadt – Mannheim-Luzenberg – Mannheim-Waldhof – Lampertheim – Bürstadt – Bobstadt – Biblis – Groß Rohrheim Stand: Fahrplanwechsel Dezember 2021 | 60 min                   | DB Regio Mitte |
| S 39  | Mannheim-Waldhof – Mannheim-Luzenberg – Mannheim-Neckarstadt – Mannheim-Handelshafen – Mannheim Hbf Stand: Fahrplanwechsel Dezember 2021 | einzelne Züge wochentags | DB Regio Mitte |

Außerdem fahren vor dem Bahnhof Straßenbahnen und Stadtbusse, betrieben durch die Rhein-Neckar-Verkehr GmbH (rnv).
| Linie | Strecke | Takt Mo–Fr | Takt Sa    | Takt So    |
| ----- | --- | ---------- | ---------- | ---------- |
| 1     | Rheinau Bahnhof – Neckarau Bahnhof – Mannheim Hauptbahnhof – Paradeplatz – Luzenberg Bahnhof – Waldhof Bahnhof – Schönau | 10 Minuten | 10 Minuten | 20 Minuten |
| 45    | Rheinau Karlsplatz – Käfertal – Waldhof Bahnhof                                                                          | 20 Minuten |            |            |
| 50    | Neckarau West – Käfertal – Waldhof Bahnhof – Schönau – Sandhofen                                                         | 20 Minuten | 20 Minuten | 20 Minuten |
| 55    | Käfertal Bahnhof – Käfertaler Wald – Waldfriedhof – Waldhof Bahnhof                                                      | 30 Minuten | 30 Minuten | 30 Minuten |

## Fahrgastinformation

Alte Fallblattanzeiger im Bahnhof
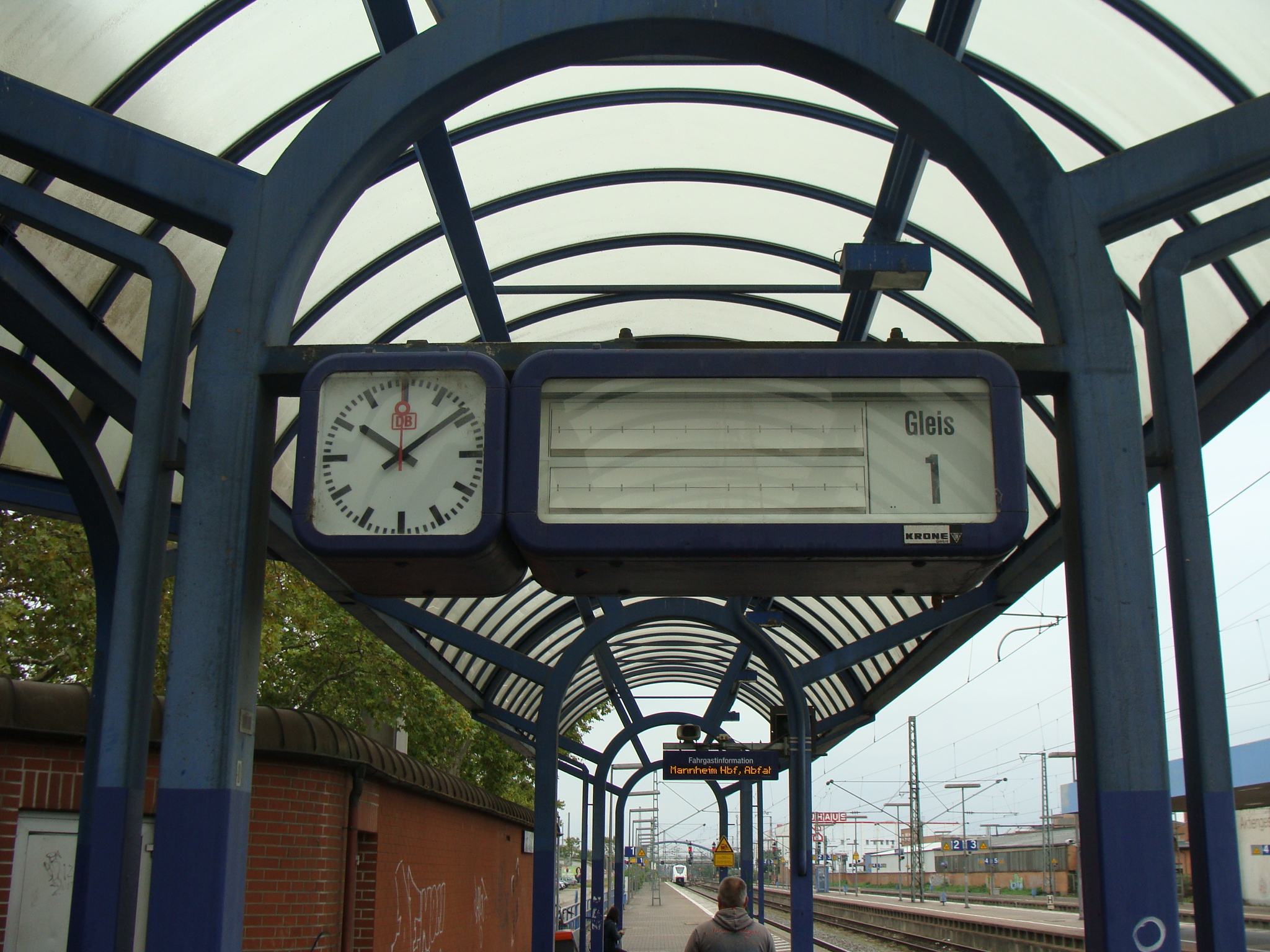
Fallblattanzeiger Gleis 1 mit dahinterliegenden, neuen DSA (2021)
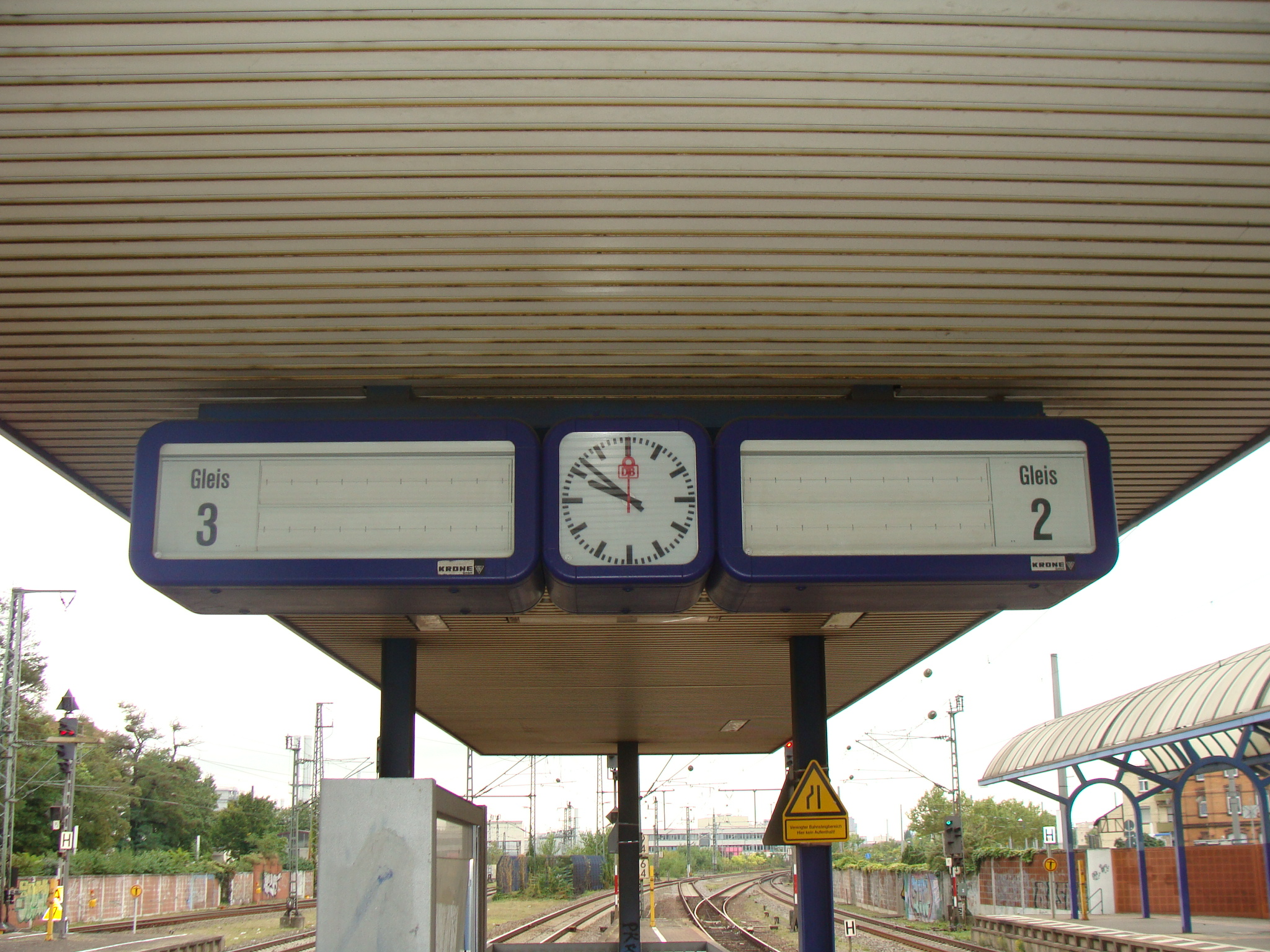
Fallblattanzeiger Gleis 2/3 (2021)
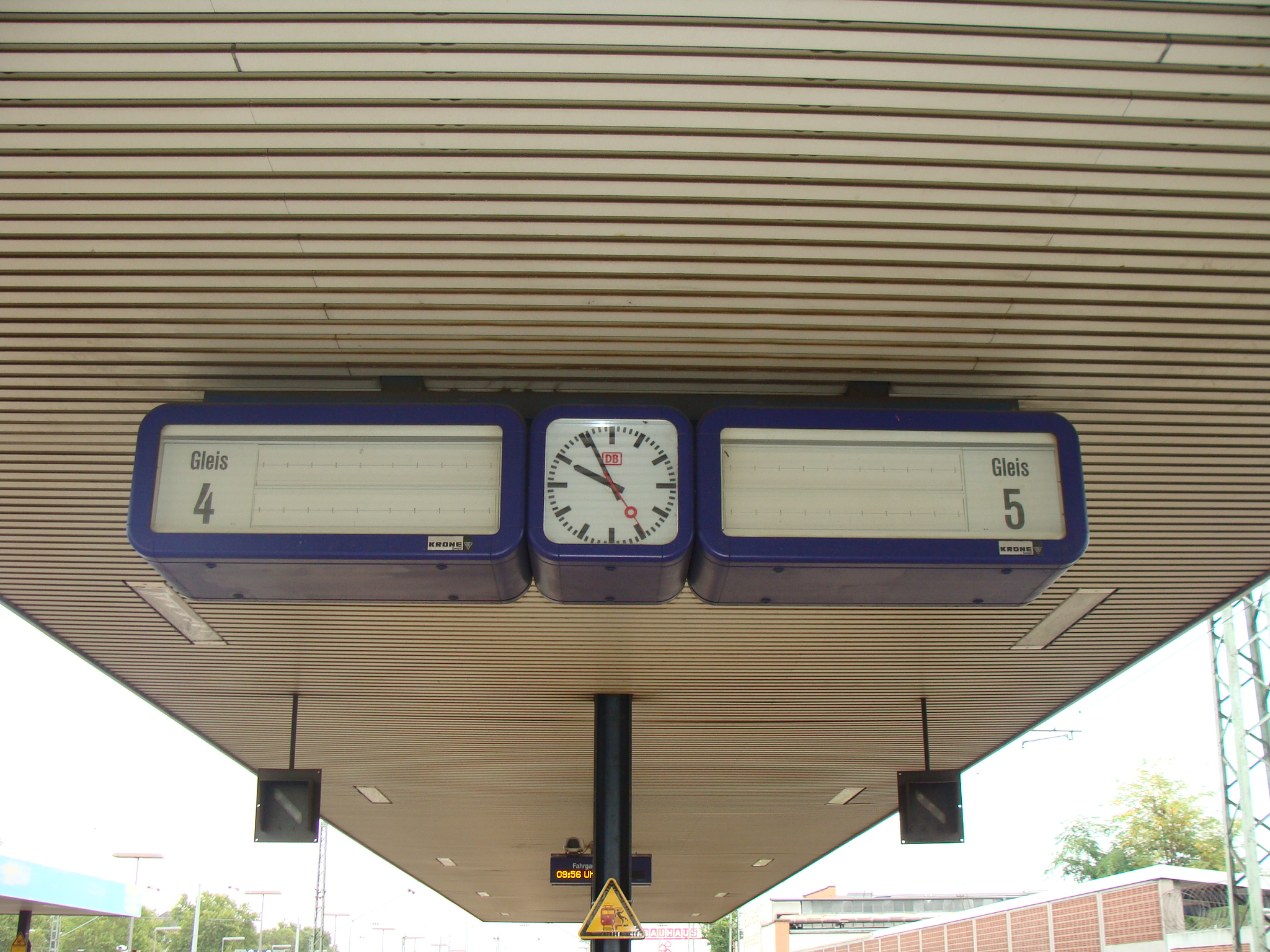
Fallblattanzeiger Gleis 4/5 (2021)
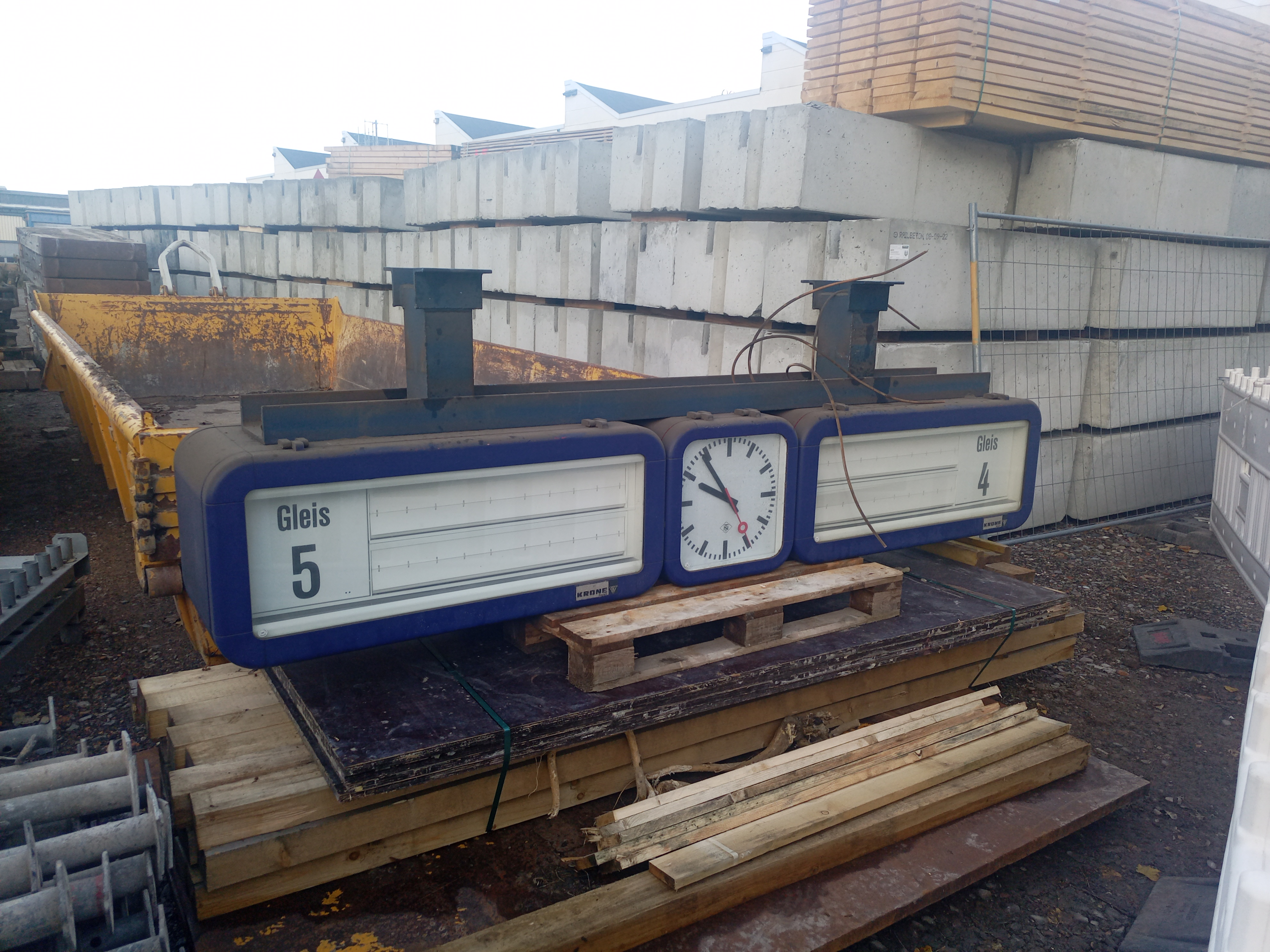
Abgebauter Anzeiger von Gleis 4/5 (2022)
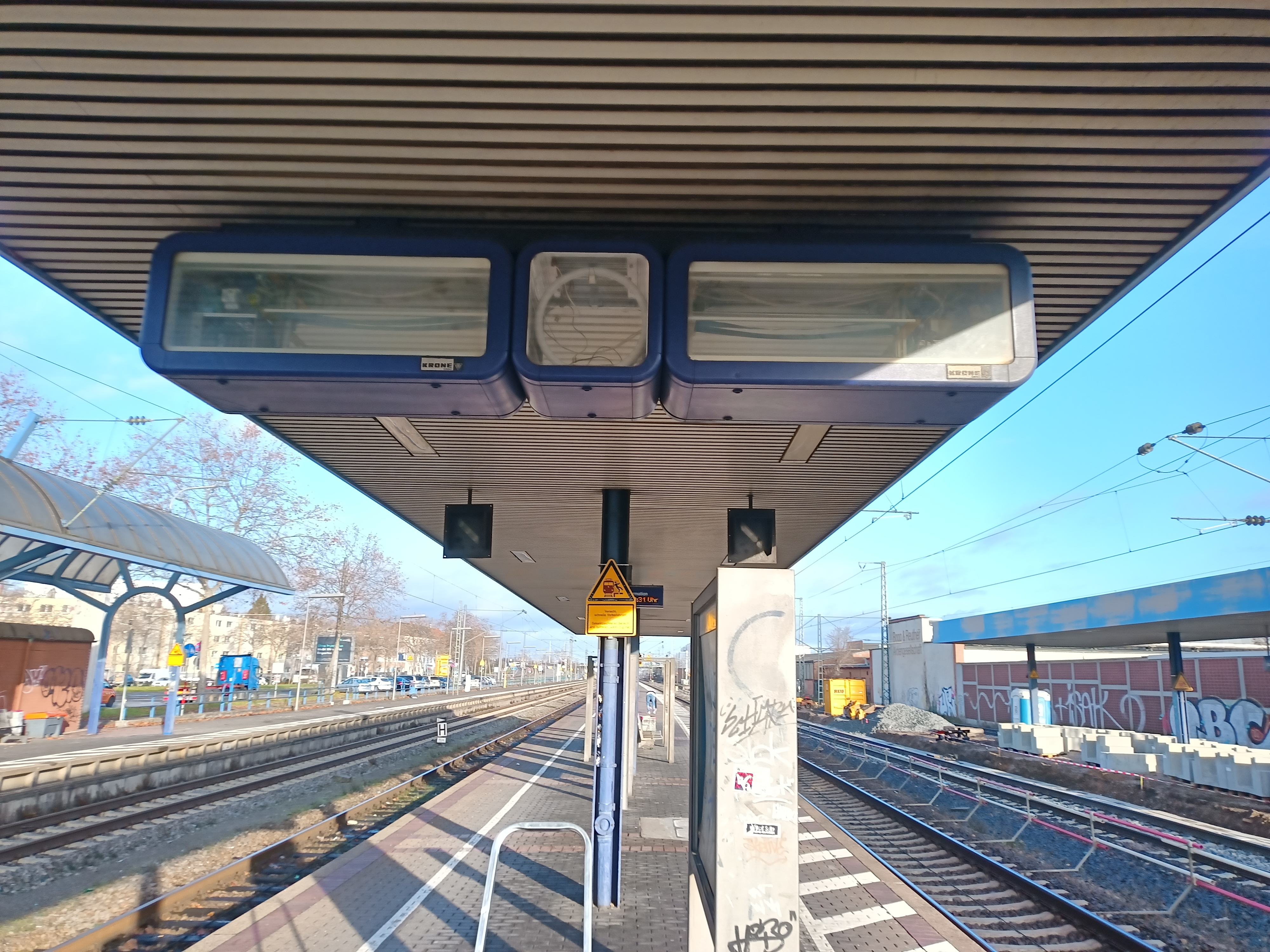
Entkernte Anzeiger von Gleis 2/3 (2022)
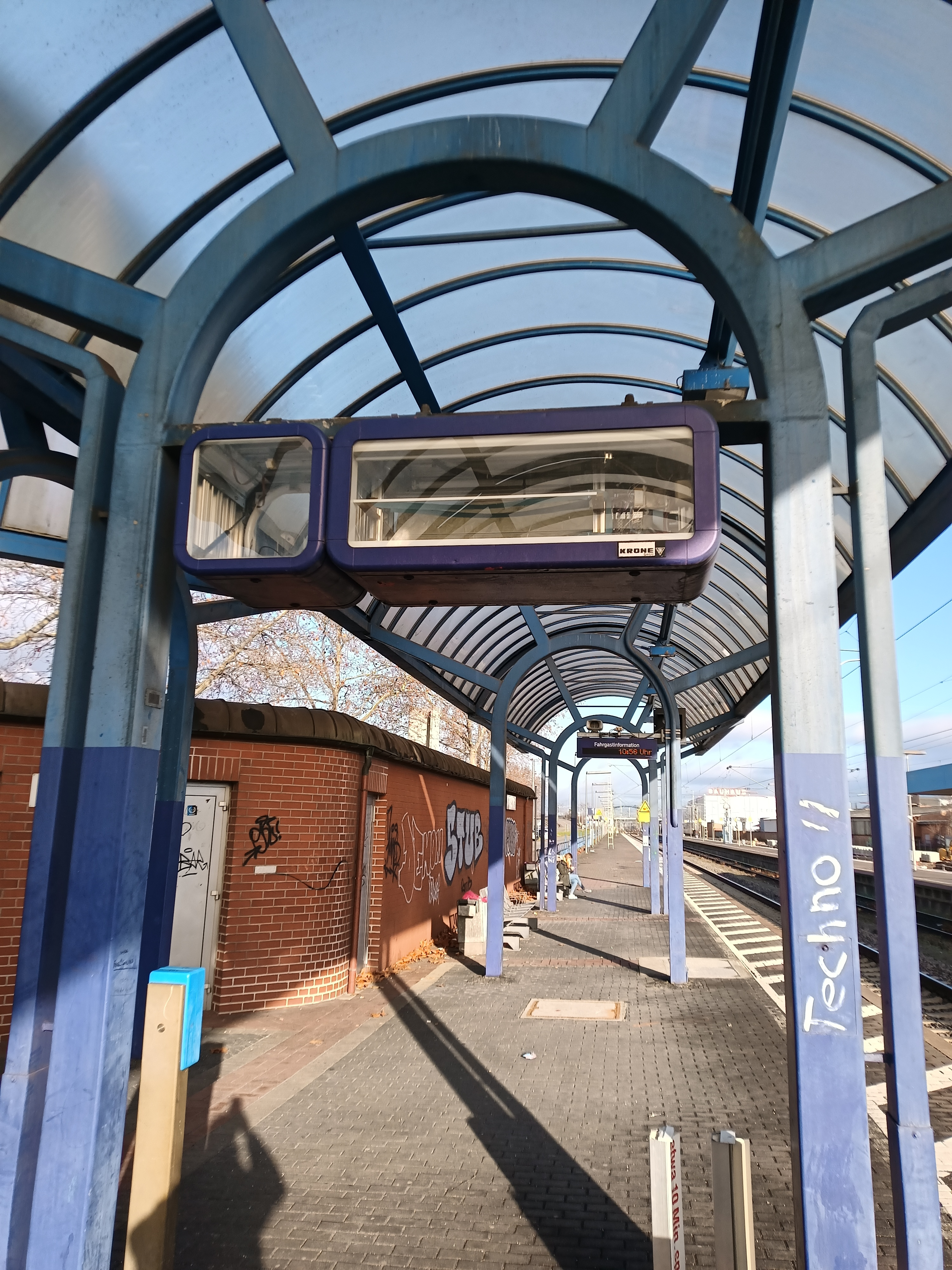
Entkernter Anzeiger von Gleis 1 (2022)
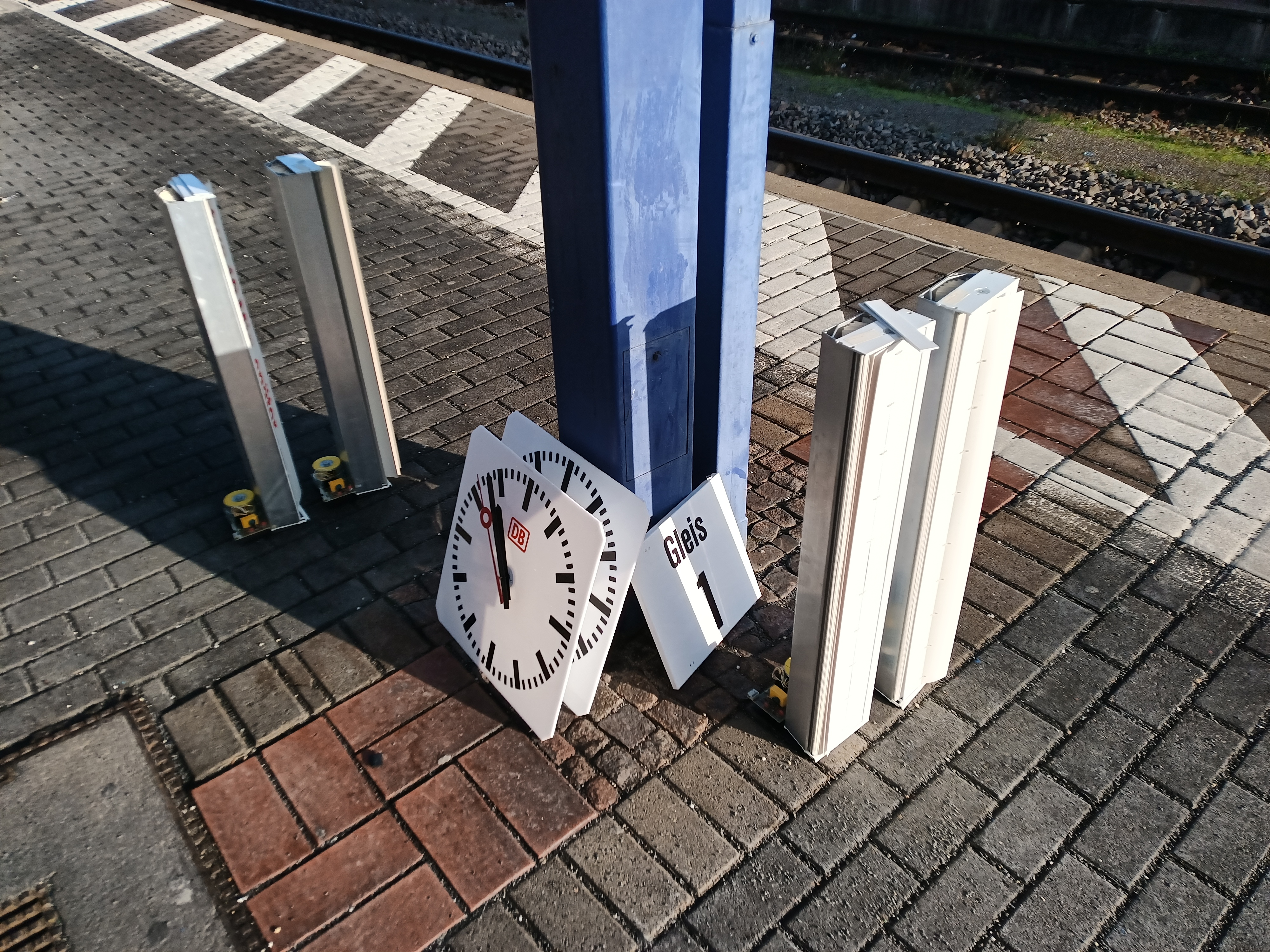
Ausgebaute Fallblattmodule, Uhren und Gleistafeln von Gleis 1 (2022)
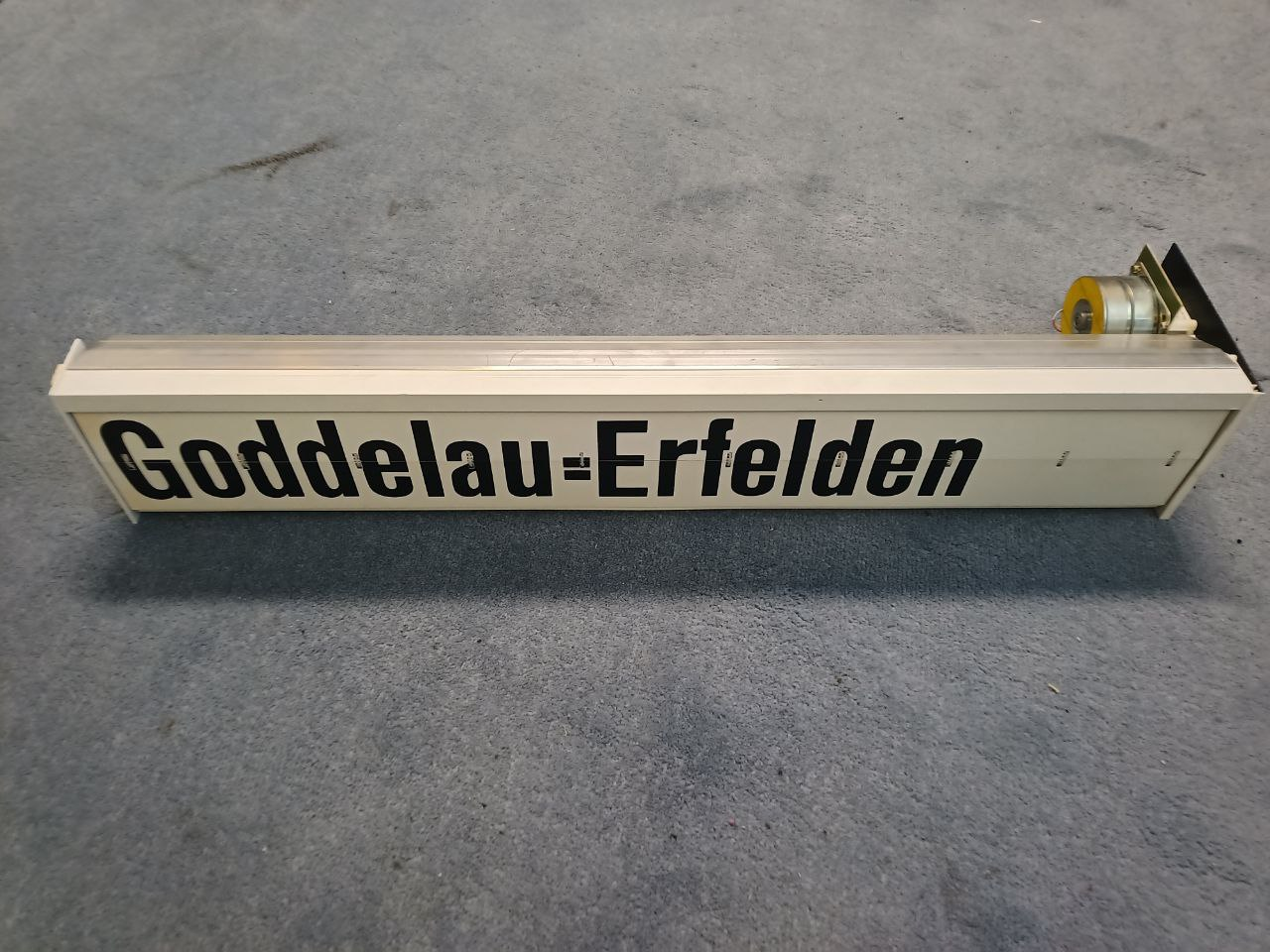
Modul aus MA-Waldhof mit alter, „falscher“ Bedruckung, Bj. 1985

Im Zuge des Anschlusses der westlichen Einführung der Riedbahn im Jahr 1985 erhielt der Bahnhof auch ein Fahrgastinformationssystem in Form von Fallblattanzeigern (System 8200) der Firma KRONE Informationssysteme. Dies war für einen vergleichsweise kleinen Knotenpunkt recht unüblich, da dynamische Anzeiger üblicherweise aus Kostengründen nur größeren Bahnhöfen vorbehalten waren. Die Fallblattanzeiger in Waldhof waren daher auch nur auf die nötigsten Anzeigetexte reduziert.
Beide Fallblattmodule waren in der KRONE-Größe A10/40 gestaltet und beinhalteten je 40 Fallblätter, wovon je eines als Ruhestellung unbedruckt bleiben musste. Das obere Modul beinhaltete die Zugläufe und das untere Modul die Zielbahnhöfe. Dabei wiesen die Module in ihrer Bedruckung einige Besonderheiten auf. Zu Anfang beinhaltete das Modul mit den Zielbahnhöfen auch Hinweise über die Verspätung wie „etwa 10 Min. später“ in rot gedruckt. Da sich dies jedoch im Betrieb als unpraktikabel erwiesen hatte, nachdem bei einer Verspätungsanzeige der Zielbahnhof im Sichtfenster verschwand, setzte man die Blätter mit dem Verspätungshinweis in das Zuglaufmodul um. Somit fand man im Zuglaufmodul auch halb bedruckte Blätter, die jeweils noch eine Hälfte der vorausgehenden Textes des Zielmoduls beinhalteten. Die halben verbliebenen Texte im Zielmodul wurden durch neue Blätter wieder vervollständigt.
Die zweite Besonderheit war, dass teilweise Texte im Zuglauf und Ziel doppelt aufgedruckt waren. Dies war normalerweise nicht notwendig, da beide Module unabhängig voneinander angesteuert werden konnten. Das sparte man sich in Waldhof auf Grund der geringen Anzahl von Verbindungen. Um so nur jeweils eine Position für eine komplette Anzeige im Steuercomputer angeben zu müssen, bedruckte man einzelne Blätter doppelt. Z.B. zwei Verbindungen nach Mannheim Hbf. Die eine führt über Lutzenberg und die andere über Käfertal. Je nachdem welche Verbindung man will, müssen beide Module entweder Position 1 oder 2 aufblättern.
Die dritte Besonderheit war, dass die Zielmodule den Zieltext Goddelau-Erfelden erhielten. Und das, obwohl der Bahnhof Goddelau-Erfelden schon 1977 in Riedstadt-Goddelau umbenannt wurde. Der Grund hierfür, ob es sich beispielsweise nur um einen Druckfehler handelt, ist heute nicht mehr nachzuvollziehen.
Die Fallblattanzeiger wurden 2013 außer Betrieb gesetzt und ihre Aufgabe durch dynamische Schriftanzeiger ersetzt.
Im November 2022 wurde mit dem Umbau des Bahnsteig C (Gleis 4/5) begonnen. Im Zuge dessen wurde auch der erste Anzeiger als Komplettstück, inklusive der Uhr, demontiert und an eine Privatperson abgegeben. Die verbliebenen Anzeiger an Bahnsteig A und B wurden derselben Person überschrieben und zum Jahreswechsel 2022/2023 entkernt. Die Überreste werden mit dem Umbau der verbliebenen Bahnsteige 2024 abgebaut.

## Zukunft
2020 war geplant, ab Dezember 2024 die östliche Riedbahn (über Käfertal) durch die Linie S 8 im Stundentakt zu befahren. Die S 8 soll von Mannheim nach Biblis verkehren. Dazu soll der Bahnsteig C für die Gleise 4 und 5 in bisheriger Lage für die S-Bahn von 38 cm auf 76 cm erhöht und ein leerer Schacht für einen Aufzug gebaut werden. Die Taktverdichtung ist nicht erfolgt.
Größere Umbauten stehen im Zusammenhang mit der Neubaustrecke Rhein/Main–Rhein/Neckar an. Nach Planungsstand Juni 2021 soll das bisherige Gleis 1 am Hausbahnsteig zum Durchfahrgleis werden und stattdessen westlich davon ein neues Bahnsteiggleis für haltende Züge etwa in der Lage des bisherigen Bahnsteigs gebaut werden.
2022 sollen verschiedene Gleise im Bahnhof umgebaut werden. Im gleichen Jahr wurde die Erneuerung des Bahnsteigs C sowie des Bedarfsbahnsteigs C ausgeschrieben. Im April 2023 wurde der modernisierte Bahnsteig C eröffnet.